# Susanne Nyström
Susanne Nyström (ur. 29 grudnia 1982 w Laisvall) – szwedzka biegaczka narciarska, zawodniczka klubu Laisvalls SK.

## Kariera
Po raz pierwszy na arenie międzynarodowej Susanne Nyström pojawiła się 21 marca 2002 roku w zawodach FIS Race w Gällivare, gdzie zajęła 30. miejsce w biegu na 15 km techniką dowolną. W Pucharze Świata zadebiutowała 23 listopada 2002 roku w Kirunie, zajmując 70. miejsce w biegu na 5 km stylem dowolnym. Pierwsze pucharowe punkty wywalczyła ponad trzy lata później - 4 marca 2006 roku w szwedzkiej miejscowości Mora zajęła 25. miejsce na dystansie 45 km techniką klasyczną. W klasyfikacji generalnej najlepiej wypadła w sezonie 2005/2006, który ukończyła na 90. pozycji. Nyström startuje także w zawodach FIS Marathon Cup, zajmując między innymi drugie miejsce w klasyfikacji końcowej sezonów 2009/2010 oraz 2010/2011. Wielokrotnie stawała na podium, odnosząc przy tym pięć zwycięstw. Nigdy nie brała udziału w igrzyskach olimpijskich ani mistrzostwach świata.

## Osiągnięcia

### Puchar Świata

#### Miejsca w klasyfikacji generalnej
- sezon 2005/2006: 90.
- sezon 2006/2007: 98.

#### Miejsca na podium
Nyström nie stała na podium indywidualnych zawodów Pucharu Świata.

### FIS Marathon Cup

#### Miejsca w klasyfikacji generalnej
- sezon 2004/2005: 20.
- sezon 2005/2006: 13.
- sezon 2006/2007: 6.
- sezon 2007/2008: 6.
- sezon 2008/2009: 15.
- sezon 2009/2010: 2.
- sezon 2010/2011: 2.
- sezon 2011/2012: 4.
- sezon 2012/2013: 14.

#### Miejsca na podium
| Nr  | Dzień       | Rok  | Zawody              | Dystans                 | Czas biegu  | Strata       | Pozycja | Zwyciężczyni    |
| --- | ----------- | ---- | ------------------- | ----------------------- | ----------- | ------------ | ------- | --------------- |
| 1.  | 28 stycznia | 2007 | Marcialonga         | 70 km stylem klasycznym | 2:25:00,2 h | +2:27,5 min  | 3.      | Hilde Pedersen  |
| 2.  | 28 stycznia | 2008 | Marcialonga         | 70 km stylem klasycznym | 3:43:27.0 h | +5:22,0 min  | 2.      | Jenny Hansson   |
| 3.  | 10 stycznia | 2010 | Jizerská padesátka  | 50 km stylem klasycznym | 2:29:25,9 h | +10:24,4 min | 3.      | Sandra Hansson  |
| 4.  | 31 stycznia | 2010 | Marcialonga         | 70 km stylem klasycznym | 3:32:07,8 h | +1:53,9 min  | 3.      | Jenny Hansson   |
| 5.  | 14 lutego   | 2010 | Transjurassienne    | 54 km stylem dowolnym   | 2:43.51,6 h | -            | 1.      | -               |
| 6.  | 7 marca     | 2010 | Vasaloppet          | 90 km stylem klasycznym | 4:33:07,2 h | -            | 1.      | -               |
| 7.  | 14 marca    | 2010 | Engadin Skimarathon | 42 km stylem dowolnym   | 1:43:02,8 h | -            | 1.      | -               |
| 8.  | 9 stycznia  | 2011 | Jizerská padesátka  | 50 km stylem klasycznym | 2:36:49,9 h | +2:34,2 min  | 3.      | Sandra Hansson  |
| 9.  | 23 stycznia | 2011 | Dolomitenlauf       | 42 km stylem dowolnym   | 1:46:08,2 h | +33,4 s      | 2.      | Seraina Mischol |
| 10. | 30 stycznia | 2011 | Marcialonga         | 70 km stylem klasycznym | 3:15:07,1 h | +1:51,7 min  | 3.      | Seraina Boner   |
| 11. | 6 lutego    | 2011 | König-Ludwig-Lauf   | 42 km stylem klasycznym | 1:50:23.5 h | +2:58,4 min  | 3.      | Sandra Hansson  |
| 12. | 6 marca     | 2011 | Vasaloppet          | 90 km stylem klasycznym | 4:25:30,8 h | +48,1 s      | 2.      | Jenny Hansson   |
| 13. | 29 stycznia | 2012 | Marcialonga         | 70 km stylem klasycznym | 4:25:30,8 h | -            | 1.      | -               |
| 14. | 5 lutego    | 2012 | König-Ludwig-Lauf   | 50 km stylem klasycznym | 2:36:18,2 h | -            | 1.      | -               |
| 15. | 19 lutego   | 2012 | Tartu Maraton       | 63 km stylem klasycznym | 3:06:27,0 h | -            | 1.      | -               |

### Visma Ski Classics

#### Miejsca w klasyfikacji generalnej
- sezon 2011: 2.
- sezon 2012: 2.
- sezon 2013: 4.
- sezon 2014: 3.